# ماتیاس پلاتزک
ماتیاس پلاتزک (به آلمانی: Matthias Platzeck) (زادهٔ ۲۹ دسامبر ۱۹۵۳ در پوتسدام) سیاست‌مداری آلمانی و عضو حزب سوسیال دموکرات آلمان است. او از سال ۲۰۰۲ تا سال ۲۰۱۳ «وزیر-رئیس» ایالت براندنبورگ است.
وی از ۱۵ نوامبر ۲۰۰۵ تا ۱۰ آوریل ۲۰۰۶ رئیس حزب سوسیال دموکرات بود.